# Francesco Uguccione
Francesco Uguccione (auch Hugotion, Hugociano, Aguzzonis) (* in Urbino oder Pisa; † 14. Juli 1412 in Florenz) war ein Kardinal der Römischen Kirche.

## Leben
Uguccione war Doctor iuris utriusque und wurde 1378 von Papst Urban VI. zum Bischof von Faenza ernannt. Als Legat in der Gascogne, Aragon, Kastilien und Navarra tätig, wurde er 1383 Erzbischof von Benevent, von wo aus er am 28. August 1384 als Erzbischof nach Bordeaux in Frankreich wechselte. Papst Innozenz VII. erhob ihn am 12. Juni 1405 zum Kardinalpriester der Titelkirche Santi Quattro Coronati.
Er gehörte zu den Wählern der Gegenpäpste Alexander V. und Johannes XXIII.